# 蘭花蜂族
蘭花蜂族（學名：Euglossini）是蜜蜂科的一大族， 又稱長舌花蜂、蘭蜂，是唯一具有花粉籃（corbicula）但非寄生性成員未完全有真社會性行為的蜜蜂科系群。

## 特徵

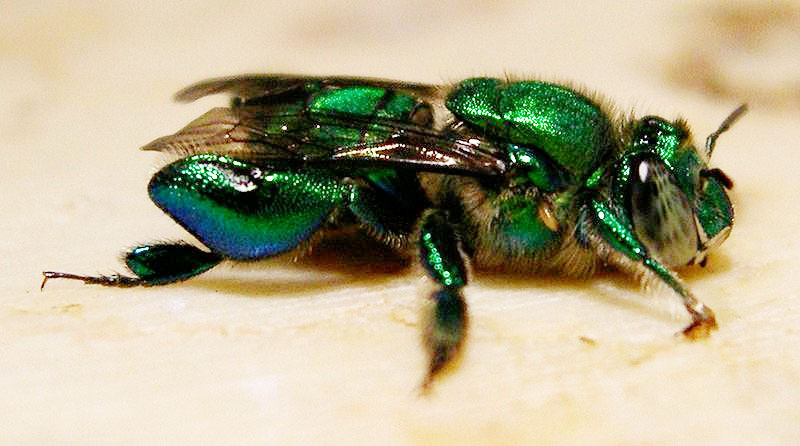
雄性蘭花蜂屬物種

本族大多數的物種為獨居性，但亦有少數的物種為群居性或表現出簡單的社會性形式。 本族有200個物種，所有本族的物種都分布於中南美洲（其中困惑綠蘭花蜂（Euglossa dilemma）到達了美國）。其中寄生蘭蜂屬（Exaerete）和芥蘭蜂屬（Aglae）的物種都行偷竊寄生（Kleptoparasitic），以其他蘭花蜂物種作為宿主寄生在巢穴裡。除熊蘭蜂屬（Eulaema）屬的物種外，其餘物種都具有明亮的金屬色澤，主要由綠色、金色和藍色構成。
雌性會從各種植物中採集花粉和花蜜為食物，並會採集樹脂、泥土等材料築巢。雄性的食物大致上和雌性相似，但在行為上，在幼蟲孵化後便離開巢穴且永久不會回來。

### 香氣採集

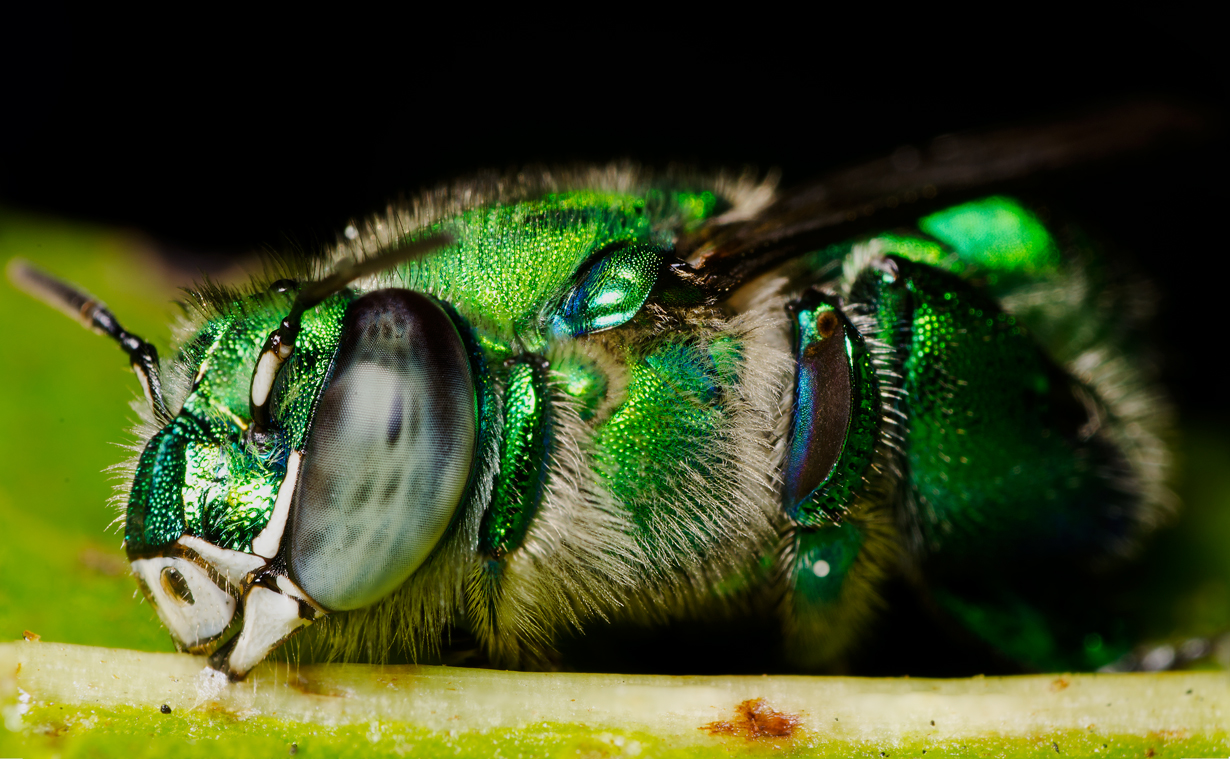
這隻在葉子上睡覺的綠蘭花蜂（Euglossa viridissima），後腳可看出有特殊的香氣收集器官

雄性蘭花蜂具有的腳具有收集香氣的獨特功能，使其一生在收集儲存不同的揮發性化合物（通常是酯類），香氣來源主要來自奇唇蘭屬（Stanhopea）和飄唇蘭屬（Catasetum）的物種，所有物種都依靠雄性蘭花蜂授粉，雌性不會去幫忙授粉，而是將花粉裡面香氣一同食用。這些蘭花不產花蜜，它們會把花粉藏在花藥冒下的單個花藥上，當雄性離開花朵時整個授粉室附著在雄性身上。蘭花蜂也會幫這些植物的花朵授粉：白鶴芋屬、 花燭屬、黃蓉花屬至少都有一個物種都仰賴吸引蘭花蜂授粉。
前腳有特殊的刷子可拾取裡面化學物質，通過刷子與中腳上的梳子摩擦從花朵轉移，當到前腳時裡面的毛刷被壓進後腳背側邊的凹槽中，將化學物質擠壓通過阻塞凹槽開口的蠟質毛髮，並進入後脛節內的海綿狀空腔。
當香氣累積到一定程度時，雄性會在樹林下將香氣釋放凸顯自己的香味，這時就是要進行交配的時候 ，長期以來所累積的揮發物被認為是雄性吸引雌性的費洛蒙，人們認為積累的揮發物被雄性用作吸引雌性的信息素；然而雌性對雄性氣味或蘭花香味的吸引力從未在行為實驗中獲得證實。近期研究較偏向於認為雄性氣味的功能是向雌性發出雄性“遺傳品質”的信號， 因為雄性必須付出巨大的努力從花朵去收集更多香氣，因此只有最適合向該雌性交配的雄性才能收集複雜的香氣混合物。這將構成阿莫茨·薩哈維（Amotz Zahavi）的障礙原理一個不尋常的例子，情形可比擬於雄孔雀的尾巴。 雄性蘭花蜂與揮發性化學物質之間的關係在動物界中可說是獨一無二的。 
科學家會用單一合成化合物去做吸引雄性去採集香氣的誘餌吸引過來以便能研究，包括許多對人類有吸引力的調味劑和散發氣味的化合物如水杨酸甲酯（Methyl salicylate）、肉桂酸甲酯（Methyl cinnamate）等。
這裡也要注意的是資源熱點的變化，植物的開花和死亡會影響資源熱點的好壞，時間的變化，尤其是季節的變化掌握了資源變化的關鍵因素，這因素會改變蘭花蜂對某些化學物質的偏好。而對帝王蘭花蜂（Euglossa imperialis）的研究顯示，一年較後期的時期會對更偏好桉樹腦的化學物質，風向的變化也會影響化學物質的香氣對該物種的吸引力，它也會使另個香味熱點涵蓋在蘭花蜂的氣味羽流中。
新熱帶界的蘭花本身就常表現出複雜的適應性，將花粉塊（pollinium）在雄性蘭花蜂採集香氣時高度附著在身體上；花粉位置的特殊性確保它們異花授粉（cross-pollination）只會授粉到同種蘭花之間，不同物種的蘭花蜂會被不同的化學物質所吸引，因此不同物種對幫助的植物也都有其選擇性偏好。這種授粉系統最早是由達爾文敘述，儘管當時他認為所有的蘭花蜂都是雌性。 不是所有這些偏好蘭花蜂授粉的蘭花都利用蘭花蜂為花粉載體，它們也會利用其他昆蟲如蜜蜂、黄蜂、蠅、螞蟻和蛾幫忙授粉。
雄性Eufriesea purpurata有非常不尋常的習性，在巴西家戶裡收集大量DDT，佔這物種雄性的體重百分比個位數，但進行這項活動卻不會受到任何傷害。

## 腳註
1. ↑  Roubik & Hanson 2004
2. 1 2  Williams & Whitten, 1983
3. ↑  Evoy, W. H., & Jones, B. P. (1971). Motor patterns of male euglossine bees evoked by floral fragrances. Animal Behaviour, 19(3), 583-588.
4. ↑  Eltz et al. 2005
5. ↑  Zimmermann et al. 2006
6. ↑  Eltz, T., Whitten, W.M., Roubik, D.W., Linsenmair, K.E., 1999. Fragrance collection, storage, and accumulation by individual male orchid bees. J. Chem. Ecol. 25, 157-
176.
7. ↑  Eltz, T., Roubik, D.W., Whitten, M.W., 2003. Fragrances, male display and mating behaviour of Euglossa hemichlora: a flight cage experiment. Physiol. Entomol. 28, 251-260.
8. ↑  Zahavi, A., 1975. Mate selection: a selection for a handicap. J. Theor. Biol. 53, 205-214.
9. ↑  Schiestl & Roubik 2004
10. ↑  Armbruster, W. Scott. "Within-habitat heterogeneity in baiting samples of male euglossine bees: possible causes and implications." Biotropica (1993): 122-128.
11. ↑  Darwin & Appleton 1877
12. ↑  Insect Behavior Mathews and Mathews 2010, p. 352
13. ↑  Vetter, Walter; Roberts, Donald. . The Science of the Total Environment. 2007-05-15, 377 (2–3): 371–377. Bibcode:2007ScTEn.377..371V. ISSN 0048-9697. PMID 17379276. doi:10.1016/j.scitotenv.2007.02.009.

## 外部連結
- Information and photos of Euglossini pollinating orchids （葡萄牙語）.
- Abstract about Euglossa paisa, Zootaxa 1065: 51–60 (2005) （页面存档备份，存于）
- Video showing Euglossini Orchid Bees collecting fragrance from Mormodes badia, a Mexican Orchid （页面存档备份，存于）
- Euglossa dilemma （页面存档备份，存于） on the UF / IFAS（英语：Institute of Food and Agricultural Sciences） Featured Creatures website.